# Kraj dinastije Han
Kraj dinastije Han (漢朝末年 ili 東漢末年, Kraj Istočne dinastije) je naziv za razdoblje kineske povijesti koje okvirno pokriva vladavinu Shaoa i Xiana, dva posljednja cara dinastije Han. Povjesničari ga često smatraju uvodom, odnosno prvom fazom razdoblja Tri kraljevstva. Njegov početak se smješta u godinu 189. kada je smrt cara Linga potaklo eskalaciju dugo tinjajućeg sukoba između klike dvorskih eunuha i carskog regenta He Jina koji se pretvorio u masovno krvoproliće u prijestolnici Luoyang. Ono je poslužilo kao izgovor vojnom zapovjedniku Dong Zhuou da iste godine preuzme vlast i svrgne malodobnog cara Shaoa, ali se već sljedeće godine protiv njega pokrenula koalicija suparničkih vojskovođa koji će ga uspjeti istjerati iz Luoyanga. Ti su događaji doveli do potpunog kolapsa središnje vlasti, te je Kina ostavljena na milost i nemilost regionalnim birokratima, velmožama i generalima koji će se kao gospodari rata sljedećih nekoliko desetljeća sukobljavati oko teritorija izazivajući velika pustošenja i ljudske žrtve. Od svih njih je najviše uspjeha imao Cao Cao koji je 196. uspio cara Xiana staviti pod svoju "zaštitu" te poslije rabio njegov nominalni autoritet kako bi postepeno proširio svoje teritorije i uspostavio koliko-toliko stabilan režim u sjevernom dijelu Kine. Njegov pokušaj dovršiti ponovno ujedinjenje zemlje je godine 208. zaustavljen u velikoj bitci kod Crvenih stijena gdje su ga porazile snage dvaju južnjačkih gospodara rata Liu Beija i Sun Quana. Godine 220. je Cao Caov nasljednik natjerao cara Xiana da formalno abdicira i sebe proglasio novim carem, odnosno novu dinastiju Wei, pa se taj datum uzima kao formalni kraj dinastije Han. Liu Bei, koji je bio u dalekom srodstvu s dinastijom Han, se, pak, sljedeće godine također proglasio carem; njegova dinastija, koja je vladala državom Shu Han će se održati sve do 263. 

## Istaknute osobe razdoblja
- Wang Lang, vojskovođa